# Контрудар під Старою Руссою
Контрудар під Старою Руссою (рос. Контрудар под Старой Руссой) — низка наступальних та оборонних дій радянських військ Північно-Західного фронту (командувач генерал-майор Собенников П. П.) проти військ ударного угруповання німецької групи армій «Північ» (командувач В. фон Лееб), що наступала на Ленінград літом 1941 року. Замисел контрудару не вдався й закінчився невдачею, більш того основні сили ударного угруповання фронту були вщент розгромлені, разом з цим це якось мірою сприяло відверненню частини сил німецької групи армій «Північ» від наступу на ленінградському напрямку й дало виграш часу для оборонних приготувань міста.

## Історія

### Склад сторін

#### СРСР
- Північно-Західний фронт (командувач генерал-майор Собенников П. П.)
  - 11-та армія (командувач генерал-лейтенант Морозов В. І.)
  - 34-та армія (командувач генерал-майор Качанов К. М.)
  - 27-ма армія (командувач генерал-майор Берзарін М. Е.)
  - 48-ма армія (командувач генерал-лейтенант Акимов С. Д.).

#### Німеччина
- 16-та армія (командувач генерал-полковник Е.Буш)
  - 10-й армійський корпус (командир генерал артилерії К. Гансен)
    - 30-та піхотна дивізія
    - 290-та піхотна дивізія

  - 56-й моторизований корпус (командир генерал від інфантерії Е. фон Манштейн)
    - 3-тя моторизована дивізія

  - Дивізія СС «Тотенкопф» (28-го армійського корпусу)
- 8-й повітряний корпус (командувач генерал авіації В. фон Ріхтгофен)

### Стислий розвиток подій
На початку серпня німецька група армій «Північ» продовжувала наступ на Ленінград, пробиваючись в напрямку Красногвардейська, й у цих умовах радянське командування ухвалило рішення завдати контрудару у фланг ударного німецького угруповання.
Для проведення контрудару виділялися 11-та, 34-та, 27-ма і 48-ма армії Північно-Західного фронту. Основною ударною силою виступала 34-та армія (командувач — генерал-майор Качанов К. М.), яка прибула з резерву Ставки ВГК. Головний удар завдавався в проміжок між 30-ю і 290-ю піхотними дивізіями 10-го армійського корпусу генерала К. Гансена.
Рано ранком 12 серпня 34-та і 27-ма армії почали наступ, проте просування 27-ї армії було зупинено східніше Холма. Дії 34-ї армії були успішніше: вона просунулася на 40 км вглиб німецької оборони і вже вранці 14 серпня досягла залізниці Дно-Стара Русса.
Головнокомандувач німецькою групою армій «Північ» генерал-фельдмаршал В. фон Лееб змушений був перекинути в район радянського наступу моторизовану дивізію СС «Мертва голова»; незабаром за нею послідували 3-тя моторизована дивізія і управління 56-го моторизованого корпусу Е. фон Манштейна.
19 серпня 56-й корпус Е. фон Манштейна завдав відповідного контрудару, й до 25 серпня війська 34-ї і 11-ї армій були відкинуті на лінію річки Ловать.
У наслідок слабкої організації контрудару та нерішучості дій командування, радянські війська не досягли поставленої мети і зазнали важкої поразки. 23 серпня 1941 командувач Північно-Західним фронтом генерал-майор Собенников П. П. був знятий зі своєї посади (його місце зайняв генерал-лейтенант Курочкін П.О). 27 вересня 1941 військовий трибунал Північно-Західного фронту визнав командувача 34-ю армією генерал-майора Качанова К. М. винним у невиконанні отриманого ним наказу Військової ради фронту й виніс йому смертний вирок. 29 вересня 1941 Качанова розстріляли.

## Цікавинки
Саме у боях під Старою Руссою німцями був захоплений перший екземпляр реактивної установки «Катюша».